# Supercoppa tedesca 2016 (pallavolo maschile)
La Supercoppa tedesca 2016 si è svolta il 16 ottobre 2016: al torneo hanno partecipato due squadre di club tedesche e la vittoria finale è andata per la prima volta al Verein für Bewegungsspiele Friedrichshafen.

## Regolamento
Le squadre hanno disputato una gara unica.

## Squadre partecipanti
| Squadra         | Qualificazione                                            | Ultima partecipazione |
| --------------- | --------------------------------------------------------- | --------------------- |
| Charlottenburg  | Vincitrice 1.Bundesliga 2015-16/Coppa di Germania 2015-16 | Debutto               |
| Friedrichshafen | Finalista 1.Bundesliga 2015-16                            | Debutto               |

## Torneo
| 16 ottobre 2016 Mercedes-Benz Arena, Berlino Durata: 1h:26 - Spettatori: 5 624 | Charlottenburg | 0 - 3 | Friedrichshafen | 16-25, 20-25, 21-25 |